# إريك براون
إريك براون (بالإنجليزية: Eric Brown)‏ (12 سبتمبر 1990 بليبيريا - ) هو لاعب كرة قدم ليبيري في مركز الوسط. لعب مع نادي بونه وUnited SC ‏ ونادي مومباي لكرة القدم وONGC FC ‏.

## وصلات خارجية
- اريك براون على موقع قاعدة بيانات كرة القدم.إي يو (الإنجليزية)
- اريك براون على موقع Soccerway.com (الإنجليزية)